# 交響曲第13番 (ミャスコフスキー)
交響曲第13番 変ロ短調 作品36は、ニコライ・ミャスコフスキーが1933年に作曲した交響曲。単一楽章からなり、3つの部に分けることができる。
1. Andante moderato
2. Agitato molto e tenebroso
3. Andante nostalg

初演はレオ・ギンズブルクの指揮で行われた。1994年11月9日には尾高忠明指揮BBCウェールズ交響楽団の演奏がBBC Radio 3にて放送された。
中間部はフガートと消え入る静かな動機を含む不協和音からなり、ミャスコフスキーの最も不協和音のある作品である。この交響曲は演奏に20分を要する。

## 録音
- スヴェトラーノフ指揮ロシア国立交響楽団（ロシアンディスク、メロディア、オリンピア OCD 733、ワーナー）